# إلدريدج هولمز
إلدريدج هولمز (بالإنجليزية: Eldridge Holmes)‏ هو مغني أمريكي، ولد في 1942، وتوفي في 13 نوفمبر 1998.

## وصلات خارجية
- إلدريدج هولمز على موقع ميوزك برينز (الإنجليزية)
- إلدريدج هولمز على موقع ديسكوغز (الإنجليزية)